# Бжесьце (Піньчовський повіт)
Бжесьце (пол. Brzeście) — село в Польщі, у гміні Пінчів Піньчовського повіту Свентокшиського воєводства.
Населення — 601 особа (2011).
У 1975-1998 роках село належало до Келецького воєводства.

## Демографія
Демографічна структура на день 31 березня 2011 року:
|          | Загалом | Допрацездатний вік | Працездатний вік | Постпрацездатний вік |
| -------- | ------- | ------------------ | ---------------- | -------------------- |
| Чоловіки | 305     | 56                 | 211              | 38                   |
| Жінки    | 296     | 52                 | 171              | 73                   |
| Разом    | 601     | 108                | 382              | 111                  |